# Zafarullah Khan Jamali
Mir Zafarullah Khan Jamali (en ourdou : میر ظفراللہ خان جمالی), né le 1er janvier 1944 à Dera Murad Jamali et mort le 2 décembre 2020 à Rawalpindi, est un homme d'État pakistanais. Membre de la Ligue musulmane du Pakistan (Q), il a été un allié du président Pervez Musharraf et le treizième Premier ministre du Pakistan, du 21 novembre 2002 au 26 juin 2004.
Né d'une famille baloutche influente, il commence sa carrière politique en 1970 en rejoignant le Parti du peuple pakistanais et devenant ministre local. S'associant ensuite avec le président Muhammad Zia-ul-Haq durant les années 1980, il s'allie par la suite avec Nawaz Sharif et rejoint la Ligue musulmane du Pakistan (N) dans les années 1990. Soutenant enfin Pervez Musharraf après son coup d’État en 1999, il rejoint la Ligue musulmane du Pakistan (Q), puis élu député en 2002, il est ensuite Premier ministre durant un peu moins de deux ans.

## Biographie

### Jeunesse et éducation
Mir Zafarullah Khan Jamali est né le 1er janvier 1944 dans le village de Dera Murad Jamali, dans le district de Nasirabad, situé dans le centre de la province du Baloutchistan et près de la frontière avec la province du Sind. Il est né d'une famille baloutche influente. Son père,  Jafar Khan Jamali, a été un meneur du Mouvement pakistanais et un proche de Muhammad Ali Jinnah, et sa famille est active politiquement depuis 1932.
Suivant son éducation primaire à Quetta, puis secondaire à Murree et Lahore, il obtient un Bachelor of Business Administration du Government College University de Lahore en 1963. Il obtient ensuite un master en histoire du Royaume-Uni de l'université du Pendjab en 1965. Il parle l'ourdou, le pendjabi, le sindi, le baloutchi, le saraiki et l'anglais.

### Carrière politique
Après être retourné au Baloutchistan, Jamali commence sa carrière politique en 1970 en rejoignant le Parti du peuple pakistanais (PPP) et se présente à l'Assemblée provinciale du Baloutchistan pour les élections législatives de 1970 puis devient ministre local dans le gouvernement du Baloutchistan. Il se présente à nouveau pour les élections législatives de 1977, mais rejoint cependant ensuite le général Muhammad Zia-ul-Haq à la suite de son coup d’État de la même année puis est de nouveau ministre local, et ensuite ministre en chef de sa province en 1988 avec le soutien de la Jamiat Ulema-e-Islam (F). Ayant été élu député lors des élections de 1985, il fait un temps partie des favoris au poste de Premier ministre du président Zia.
Jamali rejoint en 1988 l'Alliance démocratique islamique, en opposition à son ancien parti le PPP, puis rejoint ensuite la Ligue musulmane du Pakistan (N) de Nawaz Sharif, mais leurs relations se détériorent quand il s'oppose aux tests nucléaires lancés par le Premier ministre. Après le coup d’État de 1999 où Pervez Musharraf renverse le Premier ministre, Jamali lui apporte son soutien et rejoint la Ligue musulmane du Pakistan (Q) en 2002, puis en devient secrétaire-général. Lors des élections législatives de 2002, il est élu député dans une circonscription du district de Nasirabad avec 51,7 % des voix.
Étant l'un des favoris au poste de Premier ministre, il est investi par l'Assemblée nationale le 21 novembre 2002 avec 188 voix sur 342 sièges, et met alors l'amélioration des relations avec l'Inde dans ses priorités. Il devient alors le premier chef de gouvernement du pays baloutche, et par ailleurs le premier depuis le renversement de Nawaz Sharif en 1999. Moins de deux ans plus tard, il démissionne et Chaudhry Shujaat Hussain le remplace durant quelques mois, avant que son ministre des Finances Shaukat Aziz ne le remplace durablement. Des désaccords avec le président Musharraf ou le président de son parti Shujaat Hussain ont été cités pour expliquer cette brutale démission,.
Jamali est de nouveau élu député lors des élections législatives de 2013 sous une étiquette indépendante, et rejoint quelques semaines plus tard la Ligue musulmane du Pakistan (N). Il développe toutefois des divergences avec la Ligue quand celle-ci s'oppose à l'élection du président du Sénat Sadiq Sanjrani, également originaire du Baloutchistan, et démissionne de son siège de député en mai 2018, quelques jours avant la fin de la législature, pour protester contre le budget fédéral qui néglige sa province, selon lui. Il quitte la Ligue et rejoint le Mouvement du Pakistan pour la justice en juin 2018,. 

### Retraite et mort
Jamali ne se présente pas aux élections législatives de 2018 et c'est l'un des membres de sa famille, Khan Muhammad Jamali, qui est élu député dans sa circonscription, sous l'étiquette du Mouvement du Pakistan pour la justice,. Il meurt le 2 décembre 2020 à l'institut de cardiologie de Rawalpindi, des suites d'une crise cardiaque, à l'âge de 76 ans. 